# 利嘉溪
利嘉溪，又稱呂家溪，位於台灣東南部，為一縣市管河川，幹流長度37.80公里，流域面積174.70平方公里，分佈於台東縣中部，包含台東市西南部及卑南鄉中部。主流主游為烏爾托博哈溪，發源於標高2,378公尺之大埔山東側，先向東南流，匯集索那拉溪、喀特博拉溪諸支流後，轉向東北流至比利良，再轉向東南經東興、大南，於溝子裡附近注入太平洋。

## 水系主要河川
- 利嘉溪：台東縣台東市、卑南鄉
  - 喀特博拉溪：卑南鄉
    - 索那拉溪：卑南鄉

  - 烏爾托博哈溪：卑南鄉